# Powiat Bielski (Podlachien)
Der Powiat Bielski ist ein Powiat (Kreis) in der polnischen Woiwodschaft Podlachien. Der Powiat umfasst eine Fläche von 1385,2 km² mit rund 57.000 Einwohnern.

## Gemeinden
Der Powiat umfasst acht Gemeinden, davon zwei Stadtgemeinden und sechs Landgemeinden.

### Stadtgemeinden
- Bielsk Podlaski – 26.137
- Brańsk – 3.847

### Landgemeinden
- Bielsk Podlaski – 6.946
- Boćki – 4.562
- Brańsk – 5.921
- Orla – 2.885
- Rudka – 1.941
- Wyszki – 4.580

Einwohnerzahlen vom 30. Juni 2015